# وارنو (بازی ویدئویی)
وارنو (به انگلیسی: Warno) یک بازی ویدئویی تاکتیک همزمان و استراتژی نوبتی است که توسط یوجن سیستمز تولید و منتشر شده است، که در ۲۰ ژانویه ۲۰۲۲ در دسترس اولیه قرار گرفت و به‌طور کامل در ۲۳ مه ۲۰۲۴ منتشر شد. این بازی جانشین معنوی سری wargame: European Escalation است که آن نیز توسط یوجن ساخته شده است. این بازی در یک فضای تخیلی جنگ جهانی سوم در دهانه فولدا اتفاق می‌افتد که جنگ کلاسیکی بین ناتو و پیمان ورشو را به تصویر می‌کشد.

## گیم پلی
وارنو یک بازی استراتژیک بی‌درنگ با لایه‌های تاکتیکی (برای سطوح ماموریت‌ها و نقشه‌ها) و یک لایه استراتژیک نوبتی (برای کمپین‌های فرمانده ارتش) است. بازیکنان واحدهای جداگانه ای را کنترل می‌کنند که قرار است خودروهای نظامی تاریخی و تشکیلات پیاده‌نظام را در دوره جنگ سرد را نشان دهند. حالت‌های زیادی در وارنو وجود دارند که بر روی اهداف مختلف تمرکز دارند، مانند فتح یک منطقه خاص در حالت Conquest یا از بین بردن تعدادی از واحدهای دشمن در حالت Destruction. این بازی توسط ۱ تا ۲۰ نفر انجام می‌شود که در بازی‌های چند نفره تا ۱۰ بازیکن در مقابل ۱۰ بازیکن وجود دارند. بازی تک‌نفره به شکل درگیری با هوش مصنوعی، جنگ‌هایی که در مکان‌های خاص و یک کمپین کامل است.
در هر دو حالت چندنفره و تک نفره، همه بازیکنان درآمد زمانی ای از امتیاز دریافت می‌کنند تا برای خرید واحدهای قابل استقرار، مانند پیاده‌نظام، توپخانه، تانک، واحد شناسایی، واحدهای پدافند هوایی، هلیکوپترهای تهاجمی، پیاده‌نظام هوابرد و هواپیما آن‌ها را خرج کنند. واحدهای در دسترس بازیکن به گروه نبرد انتخابی آنها بستگی دارد. گروه‌های جنگی مختلف تخصص‌های متفاوتی دارند، مانند تمرکز بر پیاده‌نظام یا جنگ تسلیحاتی ترکیبی. برای انجام برخی از عملکردهای واحد اصلی را می‌توان از هوش مصنوعی کمک گرفت، اما اکثر اقدامات توسط بازیکن انجام می‌شود. واحدها در زمان واقعی و همزمان کنترل می‌شوند.
ترکیب‌های بازی (معروف به "گروه‌های نبرد") از آرایش نبرد لشکرها، هنگ‌ها و برخی از سپاه‌ها الهام گرفته شده‌اند که احتمالاً در مراحل اولیه جنگ در امتداد مرز آلمان، مانند یازدهم سواره نظام زرهی آمریکا یا لشکر تانک ۷۹ گارد شوروی. با یکدیگر درگیر می‌شدند. نیروهای ناتو منحصراً بر اساس نیروهایی از سنتاگ، تشکیلات ناتو که در اروپای مرکزی، به ویژه آلمان خدمت می‌کردند، هستند. هر چند که در آینده نیروهای نورثاگ و سَوثاگ نیز قرار است به بازی اضافه گردد.
در حالی که گیم پلی تاکتیکی شبیه به وارگیم است، وارنو بهبودهای قابل توجهی در کیفیت کنترل‌ها و دسترسی‌ها و تغییرات گیم پلی ای که همچنین در عناوین استیل دیویژن مشاهده شده، دریافت کرده است، از جمله کمک گرفتن از هوش مصنوعی برای اجرای دستورات هوشمند برای واحدهای بازیکن، بازسازی سیستم دسته‌بندی یگان‌ها برای در خود جای دادن آرایش نبرد لکشرهای درون بازی و انواع و ویژگی‌های واحدها در اسلحه‌خانه. وارنو همچنین در حال اجرای محتوای تک‌نفره جدیدتری است، مانند کمپین‌های فرمانده ارتش (بر اساس نوبت) و عملیات (استراتژی همزمان) که برگرفته از استیل دیویژن ۲ است . این بازی شامل یک ویرایشگر نقشه اولیه برای استفاده بازیکن است که امکان دستکاری‌های ساده را در نقشه فراهم می‌کند.